# Orthoporus esperanzae
Orthoporus esperanzae är en mångfotingart som beskrevs av Chamberlin 1943. Orthoporus esperanzae ingår i släktet Orthoporus och familjen Spirostreptidae. Inga underarter finns listade i Catalogue of Life.